# كوينتاناليز
بلدية كوينتاناليز (بالإسبانية: Quintanaélez)‏, هي إحدى بلديات مقاطعة برغش, التي تقع في منطقة قشتالة وليون, والتي تقع في شمال غرب إسبانيا.
يبلغ عدد سكانها 87 نسمة وفقاً لإحصائية سنة (2002).